# Kölner Westend-Zyklus
Der Kölner Westend-Zyklus ist ein seit 1996 von den Regisseuren und Autoren Markus Mischkowski und Kai Maria Steinkühler inszenierter Filmzyklus um die im Kölner Stadtteil Westend verorteten Filmfiguren Mike und Alfred.
Die Filmreihe besteht bislang aus 8 Episoden: den Kurzfilmen Westend (1996/97), Was tun (1998), Wolga (2003), Waldmeister (2007), Wellenreiter (2010) und Wettbewerber (2014) sowie den Kinospielfilmen Westend (2001) und Weiße Ritter (2015).

## Handlung
Mike und Alfred, zwei arbeitslose, lethargische Freunde aus dem Kölner Westend, werden immer wieder aufs Neue von ihrem alten Kumpel Rasto, einem windigen Geschäftemacher und Glücksritter des Marktes, zu dubioser neoliberaler Arbeit animiert.

## Hintergrund
Die Filme des Kölner Westend-Zyklus zeichnen sich in ästhetischer, inhaltlicher und herstellungstechnischer Hinsicht durch folgende Aspekte aus:
- die Bildgestaltung: Die Filme sind in kontrastreichem Schwarzweiß gedreht, überwiegend mit langen festen Kamera-Einstellungen, langsamen Schwenks und Bildausschnitten, die die Tiefe des filmischen Raums betonen. Weitwinklig aufgenommene Totalen und tiefer Horizont prägen den Stil der Filme.
- der geographische Bezug zu Köln und Umgebung: Drehort und filmischer Ort der Filme ist überwiegend das Kölner Westend.
- die Haltung zu Dramaturgie und Figurenführung: Die Filme des Westend-Zyklus sind insofern „antipsychologisches Kino“, als dass in ihnen nicht die Vergangenheit, nicht die inneren Konflikte, familiären Bindungen, milieu- oder schichtspezifischen Verbindlichkeiten der Figuren verhandelt werden. Vielmehr soll durch Abstraktion und Reduktion den Protagonisten eine cineastische Poesie und Präsenz sowie universelle Gültigkeit jenseits des sozialdramatischen und naturalistischen Kinos verliehen werden.[1]
- die Bedeutung der Sprache und die außergewöhnliche Verwendung von Sprache durch die Figuren: Sprache wird nicht in erster Linie eingesetzt, um Informationen für den Zuschauer zu transportieren oder den Plot voranzutreiben, sondern komödiantisch nutzbar gemacht als Sprachspiel. Nichtsprechen, spontanes Sprechen, insbesondere aber falsches, vorgefertigtes Sprechen in Sprachhülsen aufgegriffener Diskurse aus den Bereichen neoliberaler Wirtschaft und Marketing prägen die Filme. Für die Figuren bilden nicht die eigene Vergangenheit oder die Erinnerung das identitätsstiftende Moment, sondern die Gegenwärtigkeit der Sprache als geltender Diskurs, dem sie mehr oder weniger ausgeliefert sind. Das kritische Moment der Filme liegt in der impliziten Aufforderung an den Zuschauer, sich über Ideologie und Absurdität neoliberaler Sprache bewusst zu werden.
- die Einrichtung der Arbeit: Die Filmherstellung erfolgt nicht nach branchenüblichen Prämissen der Drehorganisation und Arbeitsteilung. Die Filmemacher agieren als Produzenten- und Autorenfilmer, die Filmgeschichten und -dramaturgien entstehen oftmals während der konkreten Einrichtung der Arbeit vor und während der Produktion, bei Auswahl der Motive, Schauspieler, Kostüme, Autos etc. und entwickeln sich während der Dreharbeiten im Rahmen einer eingespielten, vertrauten und erfahrenen Teamarbeit. In den meisten Positionen und Gewerken arbeiten dieselben Filmschaffenden seit vielen Jahren bei der Herstellung des Westend-Zyklus zusammen. Befreundete Schauspieler spielen dieselbe Figur in verschiedenen Filmen, oder tauchen, über viele Jahre hinweg, in den Filmen in unterschiedlichen Rollen auf.
- Kino-Referenzen: Cineastische Vorbilder des Westend-Zyklus sind u. a. Aki Kaurismäki, Jim Jarmusch, Jacques Tati und Buster Keaton.[2]

Bis auf Westend (1996/97) taucht in allen Filmen des Kölner Westend-Zyklus das Maskottchen der Kölner Gruppe, „Haralt, das Schaf“, auf, ein ausgestopftes Schaf, das von dem Kölner Filmkritiker und -kurator Hans-Dieter Delkus („Der Mann mit dem Schaf“) in einer Vielzahl Kölner-Gruppe-Filme durch das Bild getragen wird. Ebenso taucht die Nummer 813, in Anspielung an François Truffauts Lieblingsbuch 813 – Das Doppelleben des Arsène Lupin und den Kölner Filmclub 813, in den meisten Filmen des Westend-Zyklus in einer Szene auf.

## Rezeption
Die einzelnen Filme des Kölner Westend-Zyklus liefen auf zahlreichen internationalen Filmfestivals. Der Kinospielfilm Westend (2001) hatte seine Uraufführung am 24. Oktober 2001 bei den 35. Internationalen Hofer Filmtagen und seine internationale Festivalpremiere am 27. Januar 2002 beim 31. International Filmfestival Rotterdam.
Er kam im Oktober 2003 in die deutschen Kinos und erschien, zusammen mit Westend (1997) und Wolga (2003), im März 2006 auf DVD in der Edition Filmmuseum München. Die Kurzfilme Waldmeister (2007) und Wellenreiter (2010) werden von der Kurzfilmagentur Hamburg verliehen und vertrieben. Der Kurzfilm Waldmeister erschien 2007 auf der Kompilations-DVD „Mach doch, was du willst – 11 Kurzfilme zum Wandel der Arbeit“ (Vertrieb: Matthias-Film und Kurzfilmagentur Hamburg). Der Kinospielfilm Weiße Ritter (2015) hat seine Uraufführung am 22. Oktober 2015 bei den 49. Internationalen Hofer Filmtagen.
Im November 2011 organisierte der amerikanische Filmwissenschaftler Marco Abel eine Werkschau der Filme im Kino „The Ross“ in Lincoln/Nebraska (U.S.A). Abel ordnet die Filme aufgrund ihrer Low-Budget-Produktionsbedingungen, des dezidierten Autoren-Konzepts der Regisseure und der Rezeptionsbedingungen dem „German Film Underground“ zu.
Der deutsche Filmkritiker Hans Schifferle schrieb 2012 über die Filme des Kölner Westend-Zyklus:
„Wie den meisten Filmen der Kölner Gruppe gelingt es besonders auch den Filmen von Mischkowski und Steinkühler, Kinotraditionen, die vom Slapstick über den Italowestern bis zu Kaurismäki reichen, im deutschen Alltag wiederzufinden. (…) Alle diese Filme, die mit »W« beginnen und in einem glorreichen Schwarzweiß gedreht sind, handeln von den beiden arbeitslosen Kumpeln Mike und Alfred, die von den beiden Filmemachern selbst gespielt als „beautiful losers“ im grandiosen Outfit zwischen Geschmacklosigkeit und verwegenem Schick für immer auf Godot warten. Die zwei, die in der Nachfolge der großen Komiker-Duos und Western-Buddies stehen, scheinen auf ewig in diesem großartigen, absurd komischen und todtraurigen Filmzyklus gegen die Windmühlen des Kapitalismus zu kämpfen. Aber diese melancholischen, abstrakt-schönen Westendfilme sind nie bloß Satire, sie sind vielmehr tragikomische Filmpoeme über die „condition humaine“ in den trostlosen Zeiten von hohler Kommunikation, überbewerteter Transparenz und totaler Verfügbarkeit. Sie lassen aber hoffen, dass die alten Mythen und Werte von Freundschaft, Liebe, Handwerk und Wagemut im „wasteland“ des Kölner Stadtrands überleben.“
Der amerikanische Filmwissenschaftler Marco Abel schrieb 2011 über die Filme des Kölner Westend-Zyklus:
„The WESTEND series as a whole engages the topic of unemployment and the attending boredom experienced by characters who do not know what to do with their time; yet, rather than making a dismal social drama, the directors opt for more poetic and joyful means to confront viewers with the mechanisms by which post-industrial capitalist culture has turned communication into a myth that today forbids people even to question its own imperative to communicate – express yourself! – and the belief that you can achieve everything with proper communication skills.“
Das Internetportal „Köln im Film“ beschreibt die Filme des Westend-Zyklus wie folgt:
„Prägnante Kameraperspektiven und Bildausschnitte zeichnen die Westend-Filme aus. Lange feste Einstellungen, langsame Schwenks, Bildausschnitte, die den Raum in Szene setzen: weitwinklig aufgenommene Totalen, tiefer Horizont, Untersicht und ein ‚Zwei-Drittel-Himmel‘, wie Kameramann KaPe Schmidt es nennt. Die Kameraperspektive der Filme verleiht den zwei mundfaulen Losern Größe. Bildausschnitte und Totalen lassen den Raum des Stadtrandes zwischen Brachland, Industrie und sozialem Wohnungsbau weit erscheinen. Nicht zufällig erinnern manche Einstellungen an typische amerikanische Landschaftsaufnahmen mit großer Horizontale.“

## Die einzelnen Filme
- 1997: Westend, 17 min. (Episode 1)
- 1998: Was tun, 17 min. (Episode 2)
- 2001: Westend, 89 min. (Episode 3)
- 2003: Wolga, 14 min. (Episode 4)
- 2007: Waldmeister, 9 min. (Episode 5)
- 2010: Wellenreiter, 10 min. (Episode 6)
- 2014: Wettbewerber, 25 min. (Episode 7)
- 2015: Weiße Ritter, 81 min. (Episode 8)